# テルース

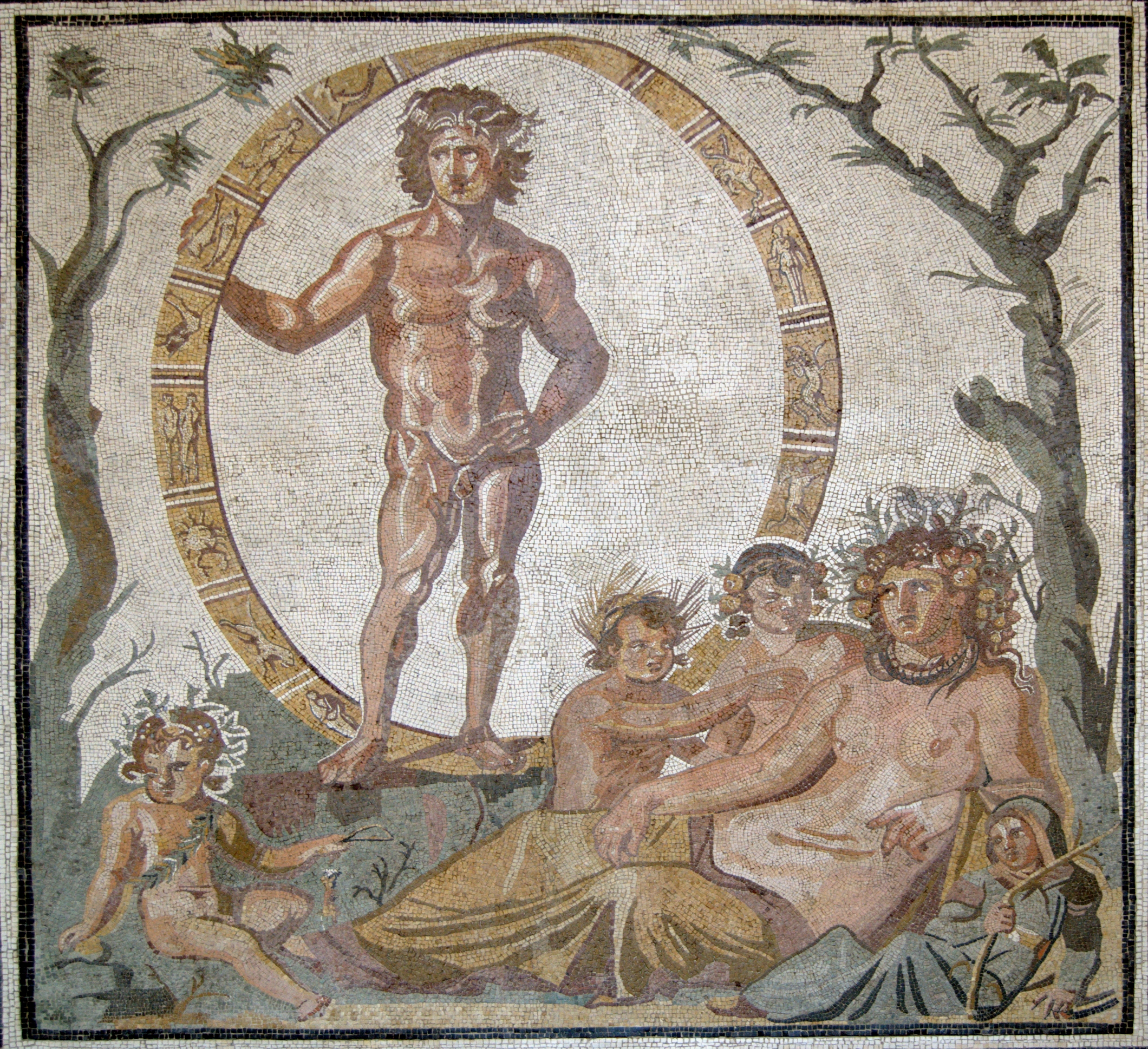
テルース

テルース (Tellus) またはテラ (Terra) は、ローマ神話に登場する大地の女神である。テルースとテラはいずれも、ラテン語で「大地」を意味する語で、近代ラテン語では「地球」も意味する（英語の earth と同様）。テラ・マーテル（Terra Mater、母なる大地）とも呼ばれる。
ギリシア神話のガイア（ギリシア語で同様に大地を意味する）に相当するが、ときにデーメーテールやケレースと同一視されることもある。テルースとしての固有の神話はない。
男神テルーモー (Tellumo) と対になる。

## テルース/テラからの命名
元素テルルはテルースから名づけられた。月神セレーネー（ただしギリシア神話）から名づけられたセレンとは周期表で上下隣の関係である。

## 地球の別名として
テラやテルスは、いくつかのSFで、地球の別名として用いられる。
レンズマン
E・E・スミス作の『レンズマン』シリーズ (1937) では「テルス」が地球の別名として用いられる。銀河パトロール隊の発祥地であり、人類の発祥の星でもあったが、レンズマンシリーズの主人公のキムボール・キニスンが銀河調整官に就任し、文明の中心をクロヴィアに移されるまで銀河の中心であった。
シーティー
ジャック・ウィリアムスンは『シーティー』シリーズの1作『シーティー・シップ』Seetee Ship (1942) で、「（他の惑星環境の）地球化」という意味で「テラフォーム」という造語を使った。この語は現在ではフィクションの文脈を超えて広く使われている。
地球へ…
竹宮惠子の漫画。